# علیارا
علیارا (به لاتین: Aliara) یک منطقهٔ مسکونی در بنگلادش است که در استان چیتاگونگ واقع شده‌است.